# Otto Helmut Mayerhoffer
Otto Helmut Mayerhoffer (n. 22 iunie 1943, Środa, Polonia – d. 10 ianuarie 2015, Roman) a fost un inginer, primar al municipiului Roman între anii 1992-1996.

## Biografie
Otto Helmut Mayerhoffer s-a născut în localitatea Środa din Polonia, aflată pe atunci sub ocupație nazistă. Mama sa era de origine poloneză, iar tatăl, de origine austriacă. Familia sa, deportată după încheierea celui de-Al Doilea Război Mondial, s-a stabilit la Rădăuți, acolo unde Otto Mayerhoffer a copilărit și a urmat cursurile școlii generale și liceul. A urmat cursurile universitare la Brașov, apoi s-a angajat ca inginer la Suceava, unde a primit repartiție. A lucrat, timp de câțiva ani, la Suceava și la Roman, după care, în 1969, s-a stabilit definitiv la Roman. A fost primul primar liber ales al Romanului după 1989, în funcție între anii 1992-1996. A lucrat la Petrotub Roman; urcând toate treptele ierarhice, începând de la șef de secție, a fost director general al Petrotub. De la funcția de primar, Otto Mayerhoffer s-a întors tot în fabrica de țevi, ca șef de birou în cadrul Serviciului Programare, Pregătire și Urmărirea Producției, de unde a ieșit la pensie în 2003.

## Legături externe
- Monitorul de Neamț și Roman: Doi foști primari au trecut în eternitate
- Ziarul Ceahlăul: Otto Mayerhoffer la 70 de ani Arhivat în 5 martie 2016, la Wayback Machine.